# بيرسيفال بوني
بيرسيفال بوني (بالإنجليزية: Percival Bonney)‏ هو قاضي أمريكي، ولد في 14 سبتمبر 1842 في مينوت في الولايات المتحدة، وتوفي في 4 أغسطس 1906.